# Goethalsia bella
A Goethalsia bella a madarak osztályának sarlósfecske-alakúak (Apodiformes) rendjébe és a kolibrifélék (Trochilidae) családjába tartozó Goethalsia nem egyetlen faja.

## Előfordulása
Kolumbia és Panama területén honos. A természetes élőhelye szubtrópusi vagy trópusi hegyvidékek.

## Külső hivatkozások
- Képek az interneten a fajról
- Internet Bird Collection - videók a fajról
- Xeno-canto.org - a faj hangja és elterjedési területe. [2010. december 4-i dátummal az eredetiből archiválva].